# 長崎市立北陽小学校
長崎市立北陽小学校（ながさきしりつ ほくようしょうがっこう、Nagasaki City Hokuyo Elementary School）は、長崎県長崎市滑石4丁目にある公立小学校。略称「北陽小」（ほくようしょう）。

## 概要
歴史
滑石団地の人口の急激な増加に対応するため、1970年（昭和45年）に新設された。2010年（平成22年）に創立40周年を迎えた。
校章
太陽の絵を背景にして、中央に「北」と「小」の文字を重ねて置き、合わせて校名の「北陽小」を表している。
校歌
歌詞は3番まであり、3番に校名の「北陽小」が登場する。
校区
長崎市立滑石中学校区、長崎市立横尾中学校区。

## 沿革
- 1970年（昭和45年）
  - 4月1日 - 滑石団地内に「長崎市立北陽小学校」（現校名）が開校[2]。児童数612名。
  - 4月6日 - 長崎市立大園小学校の校庭で始業式を挙行。
    - 全校舎が完成するまでの間、本校には1年生から2年生までの児童265名を収容し、3～6年生までの児童347名は長崎市立大園小学校に暫定的に就学させた。

  - 12月30日 - 校舎（普通教室21・給食室・玄関等）が完成し、全学年の児童を収容。
- 1971年（昭和46年）
  - 3月2日 - 校歌・校章を制定。
  - 3月30日 - 第1回卒業式挙行、最初の卒業生は73名。
  - 12月14日 - 校旗を制定。
- 1974年（昭和49年）
  - 3月1日 - 体育館が完成。
  - 3月31日 - 第四期工事完了（普通教室4、資料倉庫）。
- 1976年（昭和51年）3月3日 - 飼育舎が完成。
- 1978年（昭和53年）7月15日 - プールが完成。
- 1979年（昭和54年）4月1日 - 児童数が最大の1,216名（学級数29）を記録する（ピーク）。
- 1980年（昭和55年）
  - 3月1日 - 創立十周年記念式典挙行。
  - 9月16日 - 給食調理室増築工事完工。
- 1981年（昭和56年）3月31日 - 図書室・図工室が完成。
- 1982年（昭和57年）4月8日 - 雲梯を設置。
- 1989年（平成元年）5月26日 - 校旗掲揚台を設置。
- 1990年（平成2年）11月24日 - 創立二十周年記念式典挙行。
- 1993年（平成5年）9月10日 - 運動場防球ネットエ事。
- 1994年（平成6年）11月10日 - 日本太鼓一式が寄贈される。
- 1996年（平成8年）4月15日 - 運動場を整備。
- 1997年（平成9年）10月31日 - 校舎大規模改修工事（第2期）完了。
- 1998年（平成10年）10月31日 - 校舎大規模改修工事（第3期）完了。
- 1999年（平成11年）12月4日 - 創立三十周年記念式典挙行。
- 2001年（平成13年）10月31日 - 体育館大規模改修工事を完了。
- 2009年（平成21年）
  - 2月17日 - AEDを校舎正面玄関に設置。
  - 3月31日 - 太陽光発電設備を校舎屋上に設置。
- 2010年（平成22年）
  - 3月 - 校務用PC16台設置。
  - 3月31日 - 太陽光発電設備を校舎屋上に設置。
  - 6月 - 体育館屋上防水工事。
  - 8月 - 体育館耐震補強工事、図書館データベース作業。
- 2011年（平成23年）12月 - 管理用と児童用パソコンを入れ替え。
- 2014年（平成26年）1月 - 平成26年学童開設に向け、第二図工室と図書ボラルームを改修。
- 2015年（平成27年）11月 - 児童用タブレット型パソコン導入。
- 2019年（令和元年）11月 - 創立50周年記念式典挙行。
- 2020年（令和2年）3月 - 校舎外壁工事完成。
- 2021年（令和3年）3月 - GIGAスクール推進事業、児童用PC配置。

## アクセス
- 長崎バス・長崎県営バスで、「北陽小学校前」バス停下車。
  - 長崎駅前から「北陽小学校前」バス停まで、長崎バスで30～32分、長崎県営バスで33～35分。
- 長崎県道28号長崎畝刈線から、車で約265m・1～2分。

## 周辺
- 長崎県28号長崎畝刈線
- 大井出川
- 滑石中央幼稚園
- 長崎市立大園小学校
- 長崎市立滑石中学校
- 長崎市立横尾中学校
- 滑石ゴルフ場

## 関連事項
- 長崎県小学校一覧